# We Are Family (Film)
We Are Family  ist ein Bollywoodfilm, basierend auf Chris Columbus’ Seite an Seite mit Susan Sarandon und Julia Roberts. Diese Hauptrollen werden in der Neuverfilmung von Kajol und Kareena Kapoor gespielt. Gedreht wurde überwiegend in Australien.

## Handlung
Maya ist eine perfekte und liebevolle Mutter. Nie lässt sie ihren drei Kindern, Aleya, Ankush und Anjali, ihre Sorgen spüren. Mit ihrer fröhlichen Art versprüht sie das Gefühl einer sehr glücklichen Familie, doch ihre Scheidung mit Ehemann Aman hat sie nie wirklich verkraftet. Spätestens als Aman mit Shreya, einer Modedesignerin, auf Anjalis Geburtstagsfeier auftaucht, zerbricht Mayas Traumwelt.
Shreya fällt es auch schwer, denn als Karrierefrau hatte sie nie die Zeit sich mit Kindern zu beschäftigen. Auch machen es ihr die drei anfangs nicht gerade leicht, dennoch versucht sie gut mit ihnen auszukommen.
Nun stellt ein schockierendes Geständnis die Familie auf eine harte Probe: Maya ist krebskrank. Dies veranlasst Aman dazu, wieder in das Haus einzuziehen, um Maya moralisch zu unterstützen. Aber Maya sieht auch ein, dass für ihre Kinder eine Erzieherin unentbehrlich ist. Und so lädt sie Shreya in ihr Haus ein, die das Angebot dankend annimmt.
Mit der Zeit entwickelt sich jedoch zwischen Shreya und Maya ein Konkurrenzkampf und so kommt es zum Streit. Daraufhin verlässt Shreya das Haus. Schließlich kommt es auch mit Aman zu einer verbalen Auseinandersetzung, worauf sich Mayas Gesundheitszustand verschlechtert und sie ins Krankenhaus muss.
Zum Lichterfest (Diwali) darf sie ihre Familie zu Hause besuchen, die für sie auch eine kleine Überraschung vorbereitet hat. In einer Dia-Show werden die schönsten Familienerinnerungen aufgerufen. Zuletzt macht Shreya ein letztes Familienbild. Bevor sie jedoch den Auslöser drückt, bittet Maya sie, an ihrer Seite zu stehen, und so wird Shreya endlich als Familienmitglied akzeptiert.
Einige Jahre später übergibt Shreya Mayas Schmuck an Aleya zu ihrer Hochzeit – so wie Maya es sich gewünscht hatte.

## Musik
| Songtitel                                   | Sänger/in                                     |
| ------------------------------------------- | --------------------------------------------- |
| Ankhon Mein Neendein                        | Rahat Fateh Ali Khan, Shreya Ghoshal          |
| Dil Khol Ke Let's Rock                      | Anushka Manchanda, Akriti Kakkar, Suraj Jagan |
| Reham O Karam                               | Vishal Dadlani, Shankar Mahadevan             |
| Hamesha & Forever                           | Sonu Nigam, Shreya Ghoshal                    |
| Sun Le Dua Yeh Aasmaan (Theme Slow Version) | Bela Shende                                   |
| We Are Family (Theme)                       |                                               |

 Dil Khol Ke Let's Rock  ist die indische Version von Elvis Presleys Jailhouse Rock. Außerdem sind auf dem Soundtrack noch vier weitere Bonustracks zu hören u. a. aus My Name Is Khan, Kabhi Alvida Naa Kehna und Kal Ho Naa Ho.

## Synchronisation
Die deutsche Synchronisation entstand nach einem Dialogbuch von Nadine Geist unter ihrer Dialogregie im Auftrag der Berliner Synchron AG Wenzel Lüdecke.
| Darsteller        | Deutscher Sprecher | Rolle             |
| ----------------- | ------------------ | ----------------- |
| Kajol             | Natascha Geisler   | Maya              |
| Kareena Kapoor    | Shandra Schadt     | Shreya            |
| Arjun Rampal      | Benjamin Völz      | Aman              |
| Aanchal Munjal    | Berfin-Rana Caska  | Aleya             |
| Nominath Ginsburg | Jonas Frenz        | Ankush            |
| Diya Sonecha      | Sarah Kunze        | Anjali            |
| Timo Grawe        |                    | Timo              |
| Iravati Harshe    | Sanam Afrashteh    | Dr. Rati Malhotra |

## Dies und Das
- Gegen Ende der Dreharbeiten war Kajol bereits schwanger, deshalb mussten die Tanzschritte in  Dil Khol Ke Let's Rock  geändert werden.
- Dies ist nach Kabhi Khushi Kabhie Gham erst der zweite gemeinsame Film von Kareena Kapoor und Kajol.
- Kareena Kapoor bekam für ihre Rolle den Filmfare Award/Beste Nebendarstellerin